# Margaret Chase Smith
Pour les articles homonymes, voir Chase et Smith.
Margaret Chase Smith, née le 14 décembre 1897 à Skowhegan (Maine) et morte le 29 mai 1995 dans la même ville, est une femme politique américaine membre du Parti républicain et sénatrice du Maine entre 1949 et 1973.
Elle est la première femme à avoir été élue successivement à la Chambre des représentants et au Sénat, ainsi que la première femme politique du Maine à occuper ces fonctions. Elle est également la première femme à participer aux primaires d'un des deux grands partis américains, en l'occurrence les primaires républicaines pour l'élection présidentielle américaine de 1964. En 1973, lorsqu'elle termine son mandat de sénatrice, elle devient la sénatrice à être restée le plus longtemps en poste (et 11e en incluant les hommes), « record » battu en 2011 par la sénatrice du Maryland Barbara Mikulski, qui compte cinq mandats à son actif.

## Biographie
Margaret Madeline Chase est née le 14 décembre 1897 à Skowhegan dans l'État du Maine. À 34 ans, elle épouse Clyde Harold Smith (en), élu en 1937 au Congrès en tant que représentant du Maine. Après la mort de son mari le 8 avril 1940, Margaret Chase Smith remporte l'élection visant à remplacer son siège vacant. Elle est ensuite réélue à ce poste à quatre reprises, jusqu'en 1949, avant de siéger au Sénat de 1949 à 1973.

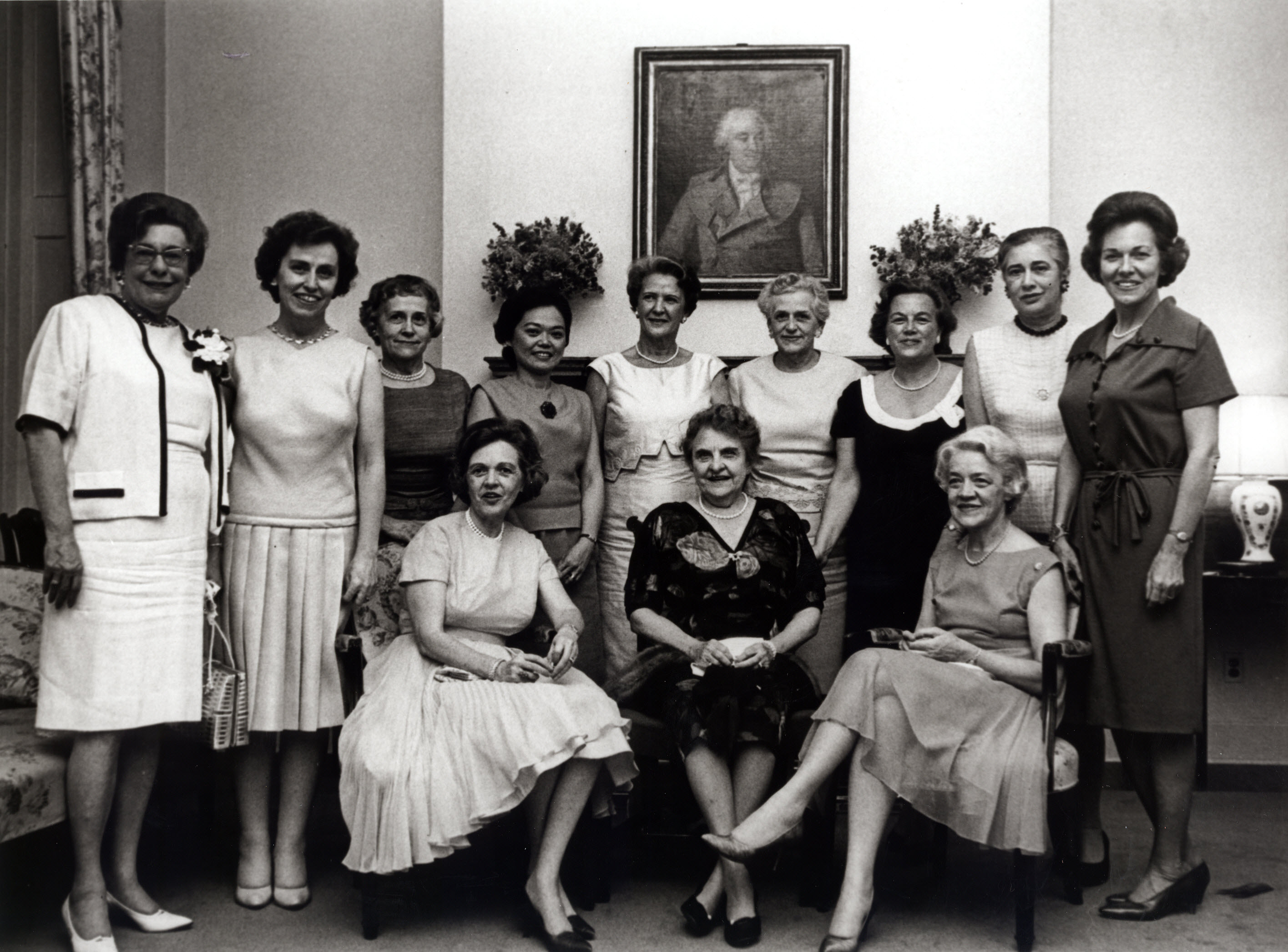
Les femmes membres du des États-Unis en 1965 : Margaret Chase Smith est assise sur la droite.

En 1950, elle monte à bord du métro du Capitole à côté du sénateur Joseph McCarthy, contre qui elle s'apprête à prononcer au Sénat un discours hostile à sa chasse aux communistes et lui confie par avance : « Et vous n'allez pas beaucoup apprécier ».
La même année, dans un contexte de persécution des homosexuels, lors d'auditions parlementaires sur le sujet de l'homosexualité elle demande s'il existe un « test, rapide, comme une radiographie, qui puisse révéler ces choses-là ».

## Distinctions
Elle est décorée de la médaille présidentielle de la Liberté le 6 juillet 1989.

## Hommage
- Elle est inscrite au National Women's Hall of Fame.